# Litauen i olympiska vinterspelen 2014
Litauen deltog med nio deltagare vid de olympiska vinterspelen 2014 i Sotji. Ingen av landets deltagare erövrade någon medalj.